# Мартен Стекеленбург
Мартен Стекеленбург (хол. Maarten Stekelenburg; Харлем, 22. септембар 1982) холандски је голман који игра за репрезентацију Холандије и Ајакс. Сматра се наследником Едвина ван дер Сара.

## Каријера
Стекеленбург је своју фудбалску каријеру започео у аматерским клубовима Зандворт'74 и ВВ Шотену. Са 15 година напушта Шотен и прикључује се Ајаксовој младој академији. Када је у одсуству голмана младог тима Ајакса стао на гол, тренери су видели славну будућност за Стекеленбурга као голмана.
Сезоне 2001/02. наступио је као голман за први тим Ајакса у полуфиналу Холандског купа у фудбалу (хол. KNVB beker), у ком је Ајакс изгубио од ФК Утрехта. Дебитовао је у утакмици против ПСВ Ајндховена 11. августа 2001. у победи ПСВ-а од 3-1.
2004. одиграо је 10 утакмица за Ајакс и освојио Ередивизију. Током неколико наредних сезона био је склон разним повредама. 2006. осваја свој први Куп Холандије, а следеће године други. 12. марта 2009. тренер Марко ван Бастен одлучио је да га заобиђе у корист Кенет Вермера, тако да Стекеленбург губи своју позицију. Међутим, сезону 2009/10. поново започиње као први голман Ајакса.

## Репрезентација
За репрезентацију Холандије дебитовао је 3. септембра 2004. победивши репрезентацију Лихтенштајна са 3-0.
На Светском првенству 2006. године у Немачкој био је у тиму Марка ван Бастена, али на овом турниру није заиграо ни једну утакмицу јер је Едвин ван дер Сар био Ван Бастенов први избор.
Током Европског првенства 2008. у Аустрији и Швајцарској, Стекеленбург је био други избор Марка ван Бастена. Играо је у утакмици против Румуније 17. јуна у Групи Ц.
У пријатељској утакмици против Аустралије Стекеленбург је добио црвени картон у 44. минуту након фаулирања нападача Џошуа Кенедија. Тако постаје први голман Холандске репрезентације који је добио црвени картон.
Након пензионисања Едвина ван дер Сара из репрезентације, Стекеленбург постаје први голман репрезентације. 27. маја 2010. Берт ван Марвејк објавио је коначан списак играча који учествују на Светском првенству 2010. Стекеленбург је био у стартној постави у првој утакмици такмичења против Данске.
| #   | Датум      | Утакмица                         | Резултат | Такмичење                 |
| --- | ---------- | -------------------------------- | -------- | ------------------------- |
| 1.  | 03-09-2004 | Холандија - Лихтенштајн          | 3-0      | Пријатељска               |
| 2.  | 01-06-2006 | Холандија - Мексико              | 2-1      | Пријатељска               |
| 3.  | 15-11-2006 | Холандија - Енглеска             | 1-1      | Пријатељска               |
| 4.  | 07-02-2007 | Холандија - Русија               | 4-1      | Пријатељска               |
| 5.  | 24-03-2007 | Холандија - Румунија             | 0-0      | Квалификације за ЕП 2008. |
| 6.  | 02-06-2007 | Јужна Кореја - Холандија         | 0-2      | Пријатељска               |
| 7.  | 22-08-2007 | Швајцарска - Холандија           | 2-1      | Пријатељска               |
| 8.  | 13-10-2007 | Румунија - Холандија             | 1-0      | Квалификације за ЕП 2008. |
| 9.  | 17-10-2007 | Холандија - Словенија            | 2-0      | Квалификације за ЕП 2008. |
| 10. | 21-11-2007 | Белорусија - Холандија           | 2-1      | Квалификације за ЕП 2008. |
| 11. | 24-05-2008 | Холандија - Украјина             | 3-0      | Пријатељска               |
| 12. | 17-06-2008 | Холандија - Румунија             | 2-0      | ЕП 2008. (Група Ц)        |
| 13. | 20-08-2008 | Русија - Холандија               | 1-1      | Пријатељска               |
| 14  | 06-09-2008 | Холандија - Аустралија           | 1-2      | Пријатељска               |
| 15  | 10-09-2008 | Република Македонија - Холандија | 1-2      | Квалификације за СП 2010. |
| 16  | 11-02-2009 | Тунис - Холандија                | 1-1      | Пријатељска               |
| 17  | 28-03-2009 | Холандија - Шкотска              | 3-0      | Квалификације за СП 2010. |
| 18  | 01-04-2009 | Холандија - Република Македонија | 4-0      | Квалификације за СП 2010. |
| 19  | 06-06-2009 | Исланд - Холандија               | 1-2      | Квалификације за СП 2010. |
| 20  | 10-06-2009 | Холандија - Норвешка             | 2-0      | Квалификације за СП 2010. |
| 21  | 12-08-2009 | Холандија - Енглеска             | 2-2      | Пријатељска               |
| 22  | 10-10-2009 | Аустралија - Холандија           | 0-0      | Пријатељска               |
| 23  | 14-11-2009 | Италија - Холандија              | 0-0      | Пријатељска               |
| 24  | 18-11-2009 | Холандија - Парагвај             | 0-0      | Пријатељска               |
| 25  | 03-03-2010 | Холандија - Сједињене Државе     | 2-1      | Пријатељска               |
| 26  | 26-05-2010 | Холандија - Мексико              | 2-1      | Пријатељска               |
| 27  | 05-06-2010 | Холандија - Мађарска             | 6-1      | Пријатељска               |
| 28  | 14-06-2010 | Холандија - Данска               | 2-0      | СП 2006. (Група Е)        |
| 29  | 19-06-2010 | Холандија - Јапан                | 1-0      | СП 2006. (Група Е)        |

## Статистике
| Сезона  | Клуб     | Такмичење   | Наступи | Голови |
| ------- | -------- | ----------- | ------- | ------ |
| 2002/03 | ФК Ајакс | Ередивизија | 9       | 0      |
| 2003/04 | ФК Ајакс | Ередивизија | 10      | 0      |
| 2004/05 | ФК Ајакс | Ередивизија | 11      | 0      |
| 2005/06 | ФК Ајакс | Ередивизија | 27      | 0      |
| 2006/07 | ФК Ајакс | Ередивизија | 32      | 0      |
| 2007/08 | ФК Ајакс | Ередивизија | 31      | 0      |
| 2008/09 | ФК Ајакс | Ередивизија | 12      | 0      |
| 2009/10 | ФК Ајакс | Ередивизија | 33      | 0      |
| 2010/11 | ФК Ајакс | Ередивизија | 0       | 0љ     |
| Укупно  | 165      | 0           |         |        |

## Награде

#### Ајакс
- Ередивизија: 2003/04, 2010/11, 2020/21, 2021/22.
- Куп Холандије: 2005/06, 2006/07, 2009/10, 2020/21.
- Суперкуп Холандије: 2002, 2006, 2007.